# 梅倫貝格的格奧爾格-米夏埃爾
格奧爾格-米夏埃爾（德語：Georg-Michael，1897年10月16日—1965年1月11日），梅倫貝格伯爵，拿騷王朝的最後一位父系成員。
格奧爾格-米夏埃爾的父親是盧森堡大公阿道夫的姪子格奧爾格·尼庫勞斯，母親是俄羅斯沙皇亞歷山大二世的私生女奧爾加·尤里夫斯卡婭。

## 家庭
1940年，格奧爾格-米夏埃爾和伊莉莎白·穆勒-烏里（Elisabeth Müller-Uri）結婚，兩人的獨女克羅蒂爾德於隔年出生。